# Madeleine Roch

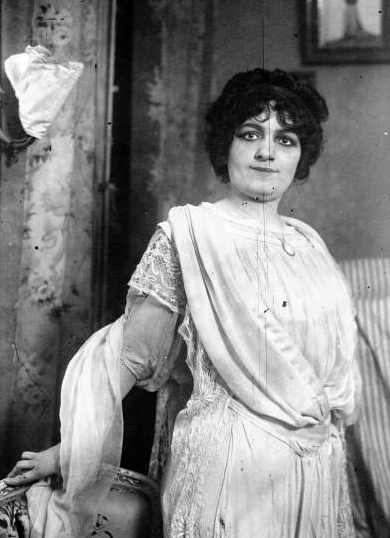
Madeleine Roch 1909

Madeleine Roch (10. August 1883 in Mureaux, Seine-et-Oise; † 9. Dezember 1930 in Gaillon-sur-Montcient) war eine französische Schauspielerin.

## Leben und Karriere
Sie war Schülerin am Conservatoire national de musique et de déclamation in Paris und erhielt 1902 einen ersten Preis für Tragödie in der Rolle der Roxane in Racines Bajazet.
1903 trat sie mit zwanzig Jahren in die Comédie-Française ein und wurde 1912 Mitglied. Die Comédie-Française stellte ihre Büste aus.
Nach ihrem Tod wurde eine Straße in ihrer Heimatstadt nach ihr benannt; dort liegt sie auf dem Gemeindefriedhof begraben. Eine Gedenktafel befindet sich an der Promenade des Marronniers, dem ehemaligen Naturtheater in Lectoure, wo sie am 3. August 1930 zum letzten Mal auftrat.
René Berton schrieb La Voix du mur, poème dialogue à la mémoire de Madeleine Roch (Die Stimme der Mauer, 1931) zum Gedenken an Madeleine Roch.

## Wichtige Rollen
Ihre Karriere an der Comédie-Française begann mit der Rolle der Hermione in Andromache (1903). Sie spielte auch die Titelrolle in Phèdre, Dona Sol in Hernani, die Titelrolle in Iphégenie und viele andere. Eine frühe Filmrolle hatte sie in der Titelrolle des Films Antony and Cleopatra (1908). Später galt sie als eine der talentiertesten Schauspielerinnen an der Comédie; einen Schwerpunkt in ihrem Repertoire bildeten die Werke von Racine und Corneille.
Sie war eine der großen Interpretinnen Victor Hugos. 1914 wurde sie nach Guernsey zur Einweihung eines Victor Hugo gewidmeten Denkmals eingeladen. Sie spielte auch in Stummfilmen, insbesondere mit Louis Feuillade (Esther, Kurzfilm, 1910), Henri Andréani (Messaline, 1910), Henri Andréani und Ferdinand Zecca (Cléopâtre, 1910).
Als sie im Alter von 47 Jahren starb, sagte der Kritiker Philip Carr, sie sei „eine Schauspielerin mit einer schönen Diktion und einer feinen Stimme, einer edlen Würde und Einfachheit der Gefühle und einem absoluten Sinn für die Hingabe an ihre Kunst“.